# Psychrophrynella illampu
Psychrophrynella illampu är en groddjursart som först beskrevs av De la Riva, Reichle och Padial in De la Riva 2007.  Psychrophrynella illampu ingår i släktet Psychrophrynella och familjen Strabomantidae. IUCN kategoriserar arten globalt som sårbar. Inga underarter finns listade i Catalogue of Life.